# Tetramorium dumezi
Tetramorium dumezi är en myrart som beskrevs av Menozzi 1942. Tetramorium dumezi ingår i släktet Tetramorium och familjen myror. Inga underarter finns listade i Catalogue of Life.